# Herøy (Møre og Romsdal)
Gmina Herøy (norw. Herøy kommune) – norweska gmina leżąca w regionie Møre og Romsdal. Jej siedzibą jest miasto Fosnavåg.
Herøy jest 371. norweską gminą pod względem powierzchni.

## Demografia
Według danych z roku 2005 gminę zamieszkuje 8386 osób. Gęstość zaludnienia wynosi 69,31 os./km². Pod względem zaludnienia Herøy zajmuje 123. miejsce wśród norweskich gmin.
| ludność stan na 1 stycznia 2005 |         |           |       |
|                                 | kobiety | mężczyźni | razem |
| osób                            | 4258    | 4128      | 8386  |
| %                               | 50,78%  | 49,22%    | 100%  |

| wykształcenie stan na 1 października 2004 |        |         |        |        |
|                                           | podst. | średnie | wyższe | niezn. |
| osób                                      | 1511   | 4055    | 878    | 116    |
| %                                         | 23,03% | 61,81%  | 13,38% | 1,77%  |

## Edukacja
Według danych z 1 października 2004:
- liczba szkół podstawowych (norw. grunnskolar): 14
- liczba uczniów szkół podst.: 1206

## Władze gminy
Według danych na rok 2011 administratorem gminy (norw. rådmann) jest Rune Sjurgard, natomiast burmistrzem (norw. ordfører, d. borgermester) jest Arnulf Goksøyr.